# 松平忠昌
松平 忠昌（まつだいら ただまさ）は、江戸時代前期の大名。越前福井藩（北ノ庄藩）3代藩主。福井松平家の祖。官位は正四位下参議、伊予守。

## 生涯
慶長2年12月14日（1598年1月21日）、北ノ庄藩初代藩主結城秀康の次男として大坂にて誕生した。母は岡山（中川氏）。幼名は虎松、虎之助。同母兄に2代藩主松平忠直、異母弟に松平直政・松平直基・松平直良がいる。また江戸幕府初代将軍徳川家康は祖父、2代将軍徳川秀忠は叔父、3代将軍徳川家光は従弟に当たる。
慶長6年（1601年）の5歳の頃より父から永見吉次（毛受忠左衛門、後に永見志摩。祖母の長勝院の甥で忠昌の従叔父）、狛孝澄らの家臣を附属された。慶長12年（1607年）に父が亡くなると、11月に祖父家康と叔父秀忠に謁見し、上総姉ヶ崎藩1万石を与えられ、以後は秀忠の側近くで養育された。また同年にもう1人の叔父に当たる徳川頼房と同じく、家康側室の英勝院の猶子となっている。
武勇に優れた血気盛んな性格で、慶長19年（1614年）の大坂冬の陣の際は秀忠の側で随行した。翌慶長20年（元和元年・1615年）が近づく頃、幕府と大坂の豊臣氏との最終対決が近づく気配を感じると、「年齢が若いために出陣許可が下りない」可能性を考慮し、直前の正月に急いで元服を済ませ、大人として扱われることを望んだ。望み通り、秀忠より偏諱（「忠」の字）を賜って伊予守忠昌と名乗って元服し、1月8日に従五位下侍従に叙任、2月には従四位下となる。出陣の許可を得ると、直後の大坂夏の陣では他の兄弟と共に、兄の忠直軍の一角を占めて出陣、大坂八町の一番乗りの功績を挙げる。忠昌の手勢が挙げた首級は57、うち自身で挙げた首級が2と記録されている一方、重臣の1人岡部長起を失う手痛い損失も被っている。この際に使用した片鎌槍は、その後福井藩の大名行列のシンボルとなった。
この大坂の陣の活躍により、同年末に常陸下妻藩主であった頼房が水戸藩へ転封した跡の下妻藩3万石へ加増移封された。さらに翌年の元和2年（1616年）には叔父の1人松平忠輝が改易された跡の信濃松代藩12万石へ、元和5年（1619年）には越後高田藩25万石へと加増移封されている（交代で高田藩主であった酒井忠勝が松代藩に移封）。相次ぐ加増移封に伴い大量の武士を召し抱えて家臣団を膨張させ、忠輝の旧臣で長沢松平家出身の松平正世などを登用した。また従来の側近である永見吉次・狛孝澄を家老に取り立てる一方、秀忠から附家老として付けられた稲葉正成（春日局の夫）を2人の上席として重用した。
元和9年（1623年）、秀忠と仲が悪く、素行にも粗暴な一面があったなどとされる忠直が「不行跡」を理由に配流処分（改易）となった。この処分について事前に秀忠から確認があったという。翌寛永元年（1624年）に幕命により、忠昌が藩領のうち越前北ノ庄（福井）50万石及び越前松平家附家老の本多富正を筆頭とする「武辺者の家臣105騎」（幕府の命により忠直家臣団より幕府が選抜した）を継承し、高田藩から随従の300騎を併せて新たに福井藩の家臣団を形成した。当初、甥で忠直の嫡子・仙千代（後の松平光長）の行く末を思いやった忠昌は相続を固辞したが、幕府は仙千代に対しては別に領地を与えるとしたため、忠昌は北ノ庄藩50万石及び家臣団を継承することとなった。後に仙千代には新たに忠昌が去った後の高田藩25万石が与えられ、忠昌と領地交換の形で移封になった。寛永3年（1626年）、3代将軍家光の上洛に供奉、8月19日に正四位下参議となる。
寛永11年（1634年）に家光が大軍を率いて再上洛した際も供奉、同年領地朱印状を拝領し、それによれば同年8月時点での所領は50万5280石である。後に寛永14年（1637年）、弟の直良の越前木本藩から越前勝山藩への移転に伴い、幕府より木本藩2万5000石の旧領のうち2万石を加増される（残り5,000石は直良が持ち、勝山藩に併合した）。正保元年（1644年）には、同じく直良が勝山3万5000石から越前大野藩5万石へ移った後の勝山3万5000石を幕府より「預領」として預けられた。
寛永14年（1637年）の島原の乱には出兵の命は下らず、見舞いと称する藩士12人を派遣した。寛永20年（1643年）、異国船改めのため三国湊に番所を建てる。正保2年（1645年）8月1日、江戸の霊岸島の中屋敷にて卒去した。葬儀の後、家臣7名が殉死（追腹）している。法名は隆芳院殿郭翁貞真大居士。墓地は永平寺。また子の光通が開基となった大安禅寺にも、藩祖で父の結城秀康らと並んで墓がある。
幕命で遺領は3人の息子に分割、庶長子の昌勝は松岡藩5万石を、嫡出の次男光通は福井藩45万石を、五男昌親は吉江藩2万5000石を相続した。
忠昌の死後、福井藩は家督相続問題などから次第に所領を減封されていった。また忠昌の血筋は宗昌の代で断絶した。

## 藩政

### 福井藩以前
福井藩継承以前の領地は激しく移転を繰り返し、それぞれの土地での藩政の話題は少ない。松代藩を統治した際、それまでこの地を治める藩は「川中島藩」と呼ばれていたが、忠昌が居城を松代城と定めて以降、この地を治める藩は「松代藩」と呼ばれるようになった。越後高田藩時代は地元の神社仏閣を保護したことが伝わり、特に米山薬師を崇拝していたと伝わる。

### 福井藩
50万石を領する大大名となった忠昌は、北ノ庄の「北」が敗北に通じるということで、福井城中の井戸から由来し、街の地名を「福居」と改めたとされている（さらにこれは、元禄時代に「福井」となった）。福井に入った忠昌は直後より法令を公布し、宗門改を行うなど、領内や家臣団の規律を定めて統率を強化した。新田開発、交通網の整備にも力を入れた。忠昌の治世は洪水・疫病・地震など何度も災厄に見舞われ、治世は多難を極めたが、忠昌と家臣団は見事な手腕を見せて藩政を安定化させ、それらを乗り切った。
また、大安寺温泉付近で新規の温泉場の開発を行おうとした形跡がみられ、該当地域の温泉管理を行う住民に、租税免除を発している。この大安寺温泉は忠昌が湯治利用したと伝わっている。

## 逸話など

### 酒豪
- 武人的豪放な性格であり、結構な酒豪であったとも伝わる。正保2年4月5日、忠昌の江戸屋敷の向かいに屋敷を持っていた、まだ若く普段から品行方正で知られた加賀藩世子の前田光高が、自邸での茶会の最中に突然死するという事件があった。光高死去の翌日、将軍家光は忠昌に使者を遣わし、普段から大酒飲みで知られた忠昌の健康を心配し、御身は大切な体であることなので酒を慎むようにと伝えた。すると忠昌は短冊にさらさらと一遍の狂歌を書いて、家光への返事とした。「向い（の屋敷）なる加賀の筑前（前田筑前守光高）下戸なれば　三十一で昨日死にけり」この返事を受け取った家光は、忠昌だからしょうがないとそのままとなった。家光の危惧が的中したか、忠昌は同年8月初頭に死亡している。

### 大坂の陣
- 大坂の夏の陣の際、忠昌も大坂城に一番乗りで突入した越前軍の一員として、槍を片手に騎馬にて参加していた。もはや落城必至の大坂城であったが、その時忠昌に、大坂方の剣術（念流）の達人と伝わる「左太夫」なる侍が襲いかかった。太刀で襲い掛かられた馬上の忠昌は咄嗟に避け、それでも鎧の脛当を斬られたが、その瞬間に従者（馬丁）が切り捨てられていた。馬から飛び降りて逃げようとした忠昌を救うべく、歩行頭の安藤治太夫ら家臣3人が左太夫に斬りかかったが、左太夫は瞬間、安藤の首を切り裂くなどして3人をことごとく斬り捨て、忠昌に襲いかかった。これをさらに防ごうとした小人頭は右親指を切り落とされ、とうとう左太夫は忠昌を追い詰めて組み伏せた。忠昌の危機に越前家中の者5、6名が駆けつけて忠昌を救出した。後に笠持の高瀬某が左太夫の腕を切り、左太夫は数人がかりでやっと討ち取られたという話が伝わる。

### 杉田三正の忠節
- 杉田壱岐（杉田三正）という家臣がいた。元は足軽身分であったが、才覚により引き立てられ、最終的には6000石を知行する家老席にまで出世した。忠昌が在国中に鷹狩を行った際、忠昌は家臣の働きぶりに満足し、帰城後「これなら万一出兵するような事があっても十分な働きが出来るだろう」と上機嫌だった。他の家老らは機嫌のいい忠昌に合わせた発言をしていたが、その時末席にて何か言いたげだった三正が「今の言葉は嘆かわしい。家臣らは殿の手討ちを恐れ、妻子と暇乞いをしてまで鷹狩に参加しております。このように家臣から恐れ疎まれ奉られていては、万一の時を頼める筈がありません」と言い、この発言に忠昌は憤慨した。三正が忠昌の手討ちに遭う危険を察し、周りの家臣は三正に対し即座に離席するよう勧めたが三正は「皆は鷹狩の役に立つのが奉公なのだろうが、私は違うので、余計なことは言わなくてよい」と言い、自らの脇差を抜いて後ろへ投げ捨てた後忠昌の前に出て「どうぞ御手討ちにしてください。この先、殿の運が衰えていくのを見るよりは、いま手討ちにされるほうが忠義というものです」と平伏して首を差し出した。忠昌はそのまま、何も言わずに奥へ引っ込んでしまった。周囲にいた同輩らは三正に、殿の為を思って発言するのはいいが、なにもこのような殿の機嫌のいい時に言わなくてもと言ったが三正は「殿の為を思って意見するのに、殿の機嫌を窺う必要はなく、今日は丁度よい折であったのである」と、加えて「その上、私は（軽輩身分から）取り立てられて家老になった者であり、代々の老臣である皆様とは違うゆえ、御手討ちになってもよいのである」と述べ、諸同輩はその覚悟に感じ入った。自邸に帰った三正はすぐさま切腹の用意を始め、糟糠の妻に足軽時代よりこれまでの苦労を詫び、別れを告げ、殿を恨むことがないよう伝えた。その日の夜更けに急に登城を命じられた三正は覚悟し登城したが、忠昌は彼を寝所に呼び入れ「昼間に言われたことが心に残り、眠れなかった。なので急に呼び出した」と告白し、自らの不明を恥じ脇差を下げ渡した。三正は泣きながら脇差を受け取り帰宅した[22]。

### その他
- 京都府の妙心寺の塔柱寺院として、忠昌開基の慧照院（元和9年創建）が現存している。
- 忠昌着用とされる甲冑が現存している。紺色でまとめられた落ち着いたデザインで、忠昌使用の采配や軍扇とともに、京都市の井伊美術館[23]に所蔵されている。
- 人形浄瑠璃と歌舞伎の作者として著名な近松門左衛門の両親は忠昌の家臣筋であるとの説がある[注釈 9]。
- 上杉景勝の旧臣で、結城秀康に召し抱えられた大井田房仲という家臣がいた。越前家でも重用され、400石を与えられ大坂の陣にても武功を挙げたが、忠昌の襲封の際に暇乞いをし、京都にて出家し隠棲した。忠昌は大井田を惜しみ、乞いて大井田の子息と共に再度召し抱えた。大井田は法体のまま忠昌に仕え、法体のまま旗奉行を勤めた。光通の代に隠居を申し出、大井田には隠居料200石を与えられた。
- 絵師岩佐又兵衛は元和2年から京都を離れ忠直が治めていた頃の福井藩に移住、忠昌に代替わりしても福井に住み続け制作に励んだ。又兵衛と忠昌の関係は不明だが、少なからず関わりがあったと推測され、真宗高田派本寺の正統性を巡り一身田専修寺と争った法雲寺が寛永10年（1633年）に忠昌へ提出した請願書が又兵衛の署名付きで現存している。また又兵衛は福井在住期に作品を多数制作、忠直時代は古浄瑠璃絵巻群以外に「旧金谷屏風」「三十六歌仙画冊」「人麿・貫之像」が確認され、続く忠昌時代は「池田屏風」「太平記 本性房振力図」「和漢故事説話図（和漢故事人物図巻）」などが確認されている。これらの活動を通じて又兵衛の名声は福井から外に広まり、弟子たちの助けを借りて多くの注文をこなしていったと推察される[24][25]。なお、又兵衛は寛永14年に妻子を残して江戸へ移住、慶安3年（1650年）に亡くなるまで江戸に住んだが、福井に残った息子の岩佐勝重はお抱え絵師として福井藩に仕えた[26][27]。
- 寛永5年（1628年）に忠直が配流先の豊後津守で、又兵衛の絵巻制作に携わった画工集団（又兵衛工房）が制作した『熊野権現縁起絵巻』を津守熊野神社へ奉納したことについて、黒田日出男は忠直が母清涼院か忠昌を介して又兵衛工房に絵巻制作を依頼したと推測している[28]。

## 系譜
- 正室：花姫（? - 1623年） - 浅野幸長娘
- 継室：道姫（? - 1658年） - 広橋兼賢娘
  - 次男：松平光通（1636年 - 1674年）
  - 三女：千姫（1638年 - 1669年） - 高寿院。毛利綱広正室
- 側室：光慶院（? - 1687年） - 本島氏
  - 長女：万姫（1634年 - 1707年） - 亀姫、天称院。松平綱隆正室
- 側室：慶光院（? - 1663年）
  - 次女：国松姫（1635年 - 1665年） - 松雲院。本多重昭婚約者のち飛鳥井雅直室
  - 三男：長松（1638年 - 1643年）
- 側室：幾久（? - 1672年） - 白石信継の娘
  - 長男：松平昌勝（1636年 - 1693年） - 松岡松平家
  - 四男：徳松（1638年 - 1639年）
- 側室：高照院（? - 1673年） - 浦上宗春の娘
  - 五男：松平昌親（1640年 - 1711年） - 松平光通養子
  - 四女：布里姫（1642年 - 1672年） - 照亮院。 土井利直継室

## 家臣
忠昌が北ノ庄50万石を継承した際、附家老の本多富正は将軍から直々に「忠昌を支えてこれまで通り藩政を補佐するように」と命じられる。藩には幕府に選ばれた有能な家臣の多くが残されていたため、忠昌は滞りなく藩政をスタートさせることができた。主な家臣を評する『越州御代規録』に残る言葉に「頼むへし本多丹波（本多富正）に壱岐（杉田三正）如来鬼か志摩（永見吉次）なる伊勢（狛孝澄）海老のつら」とある。しかし、高田藩時代に附家老であった稲葉正成は転封に随行せず出奔し、幕府により蟄居を命じられている。 
忠昌は武勇をも好み、槍術師・剣術師・柔術師・弓術者・砲術師・軍学者（片山良庵ら）などを多数召抱えた。大谷吉継の孫大谷重政、真田昌輝の子真田信正、長沢松平家の松平正世、岩付太田氏の太田資武、結城氏家臣山川朝貞の甥の朝成、小田原北条氏の舟大将山本家次・重次、越前騒動で改易された今村盛次の息子など、改易・絶家となった大名の子孫も召抱えている。
また、刀鍛冶を保護したことでも知られている。高田城主時代には助宗（島田助宗?）という刀鍛冶を御用鍛冶として保護したらしく、元和9年に鍛えさせ、米山薬師に奉納した太刀が現存する。福井藩には以前、お抱えの刀鍛冶として越前康継がいたが、幕府に招かれて江戸で作刀するようになっていた。忠昌は松代藩主時代からお抱えの山城守国清を引き続き採用し、国清は名刀の数々を生み出している。康継は幕府から「葵紋」を彫ることを許されていたが、国清は朝廷から「菊紋」を彫ることを許されていた。

## 江戸屋敷

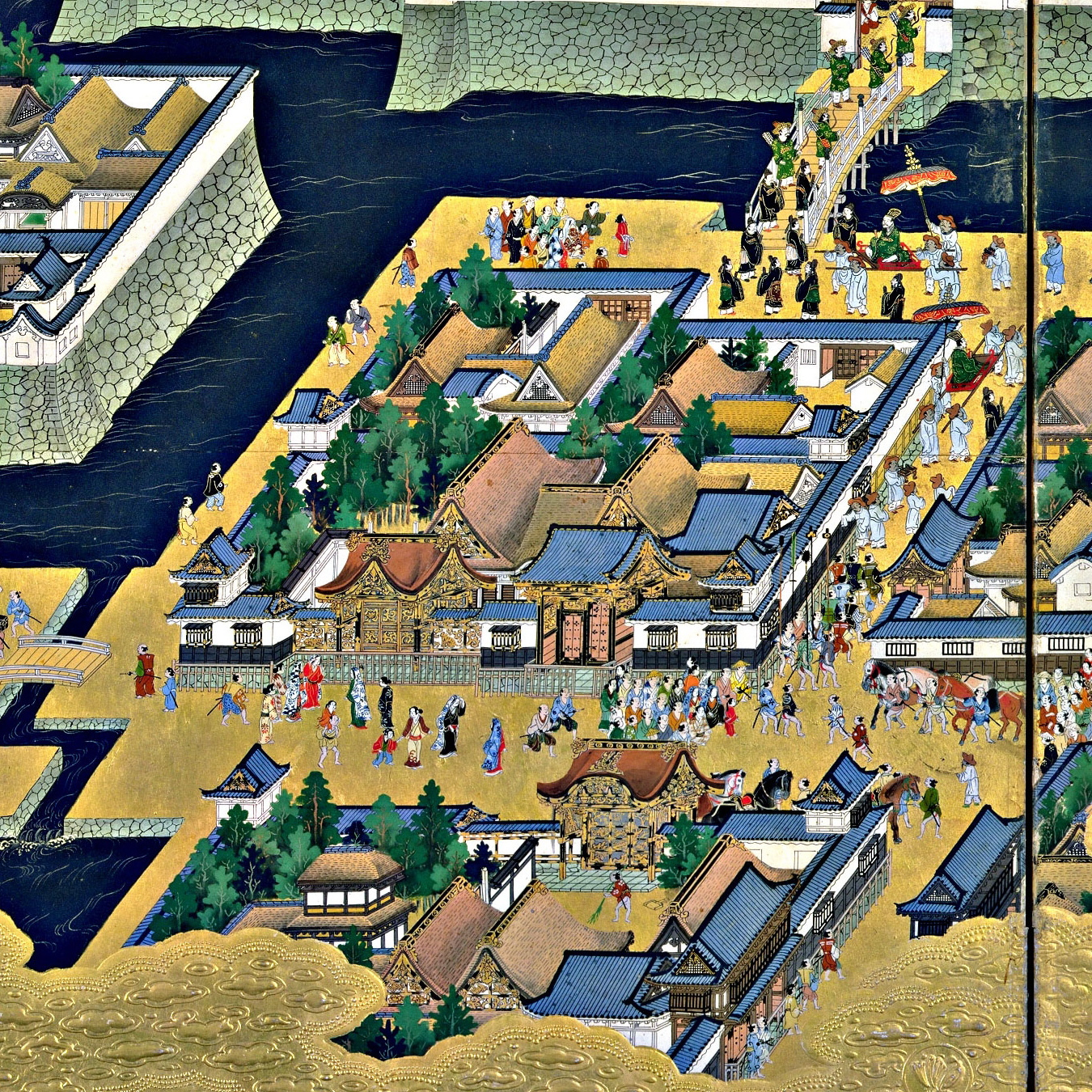
『江戸図屏風』にある松平忠昌上屋敷

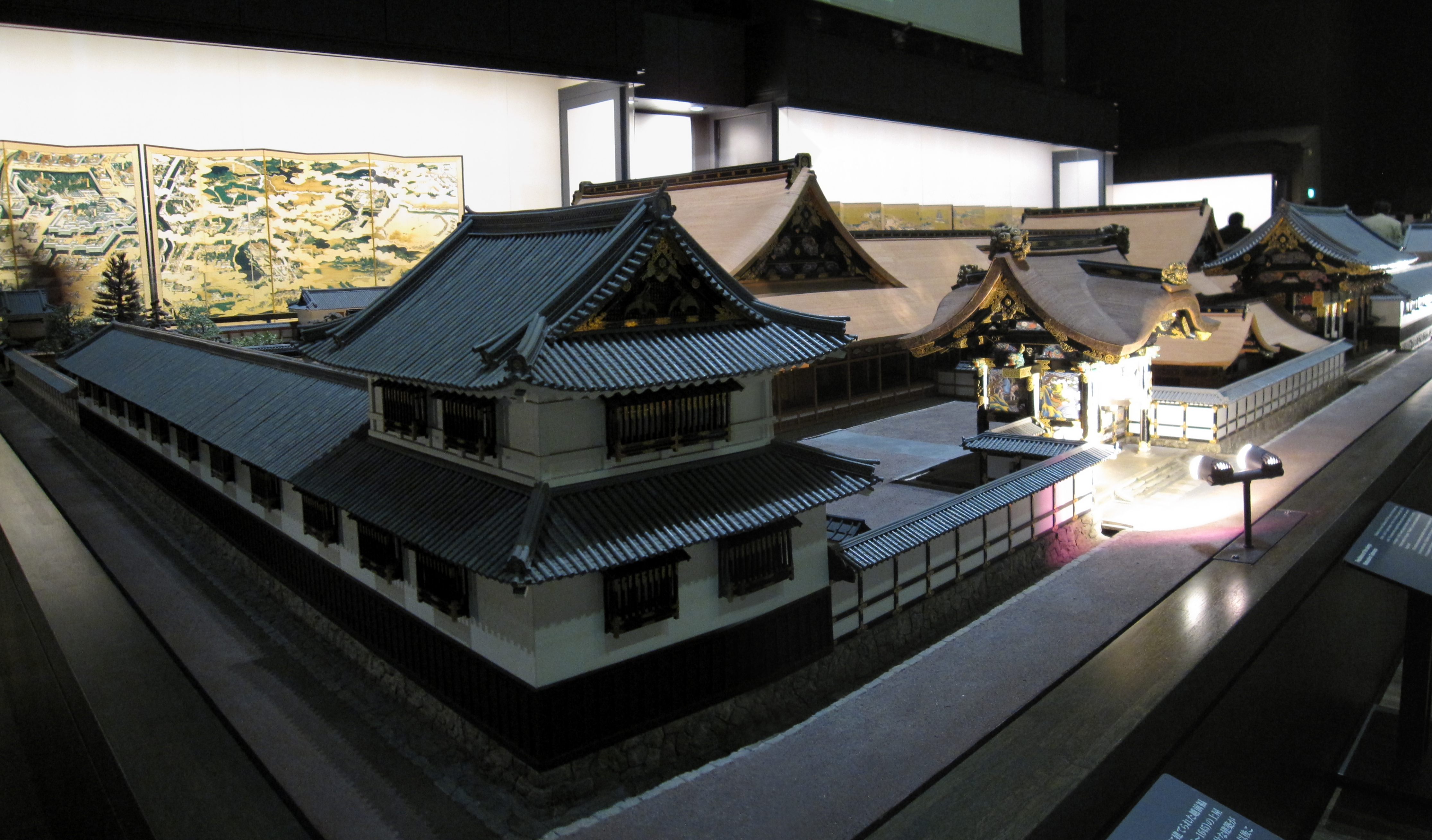
松平忠昌上屋敷（龍ノ口屋敷）模型、上記の『江戸図屏風』を復元の参考にしている

忠昌は継承後、秀康から忠直に受け継がれた麹町屋敷（東京都麹町）は相続していない。これは当時、忠直の嫡男仙千代（後の光長）やその他妻妾らが住んでいたため、それらを気遣ってのことともされるが、そもそも当時既に高田25万石という立派な大名であった忠昌は、江戸城大手門至近の龍ノ口（現在の東京都大手町）に立派な屋敷を構えていて、移転の必要がなかったためでもある。この上屋敷は現在その遺構建築物は残っていないが、壮麗な建物は模型復元され、江戸東京博物館に常設展示されている。また、江戸を代表する大名屋敷として、出光美術館蔵の「江戸名所図屏風」に松平伊予守上屋敷が、国立歴史民俗博物館蔵の「江戸図屏風」には他の大藩の壮麗な屋敷と共に松平伊予守上屋敷と推測同定される屋敷が描かれている。
寛永11年に龍ノ口上屋敷とは別に、中屋敷として江戸霊岸島（中央区新川2丁目）に浜屋敷地を賜った。三方を堀に囲まれたこの浜屋敷の跡地は「越前堀」と呼ばれ、現在跡地にある越前堀児童公園に発掘された石垣が保存されている。忠昌の終焉の地はこの中屋敷である。下屋敷は本所中之郷（墨田区吾妻橋一丁目、現在は墨田区役所）にあった。

## 偏諱を受けた人物
- 松平昌勝（庶長子）
- 松平昌親（五男）
- 本多昌長（御附家老）